# George Butler (Regisseur)

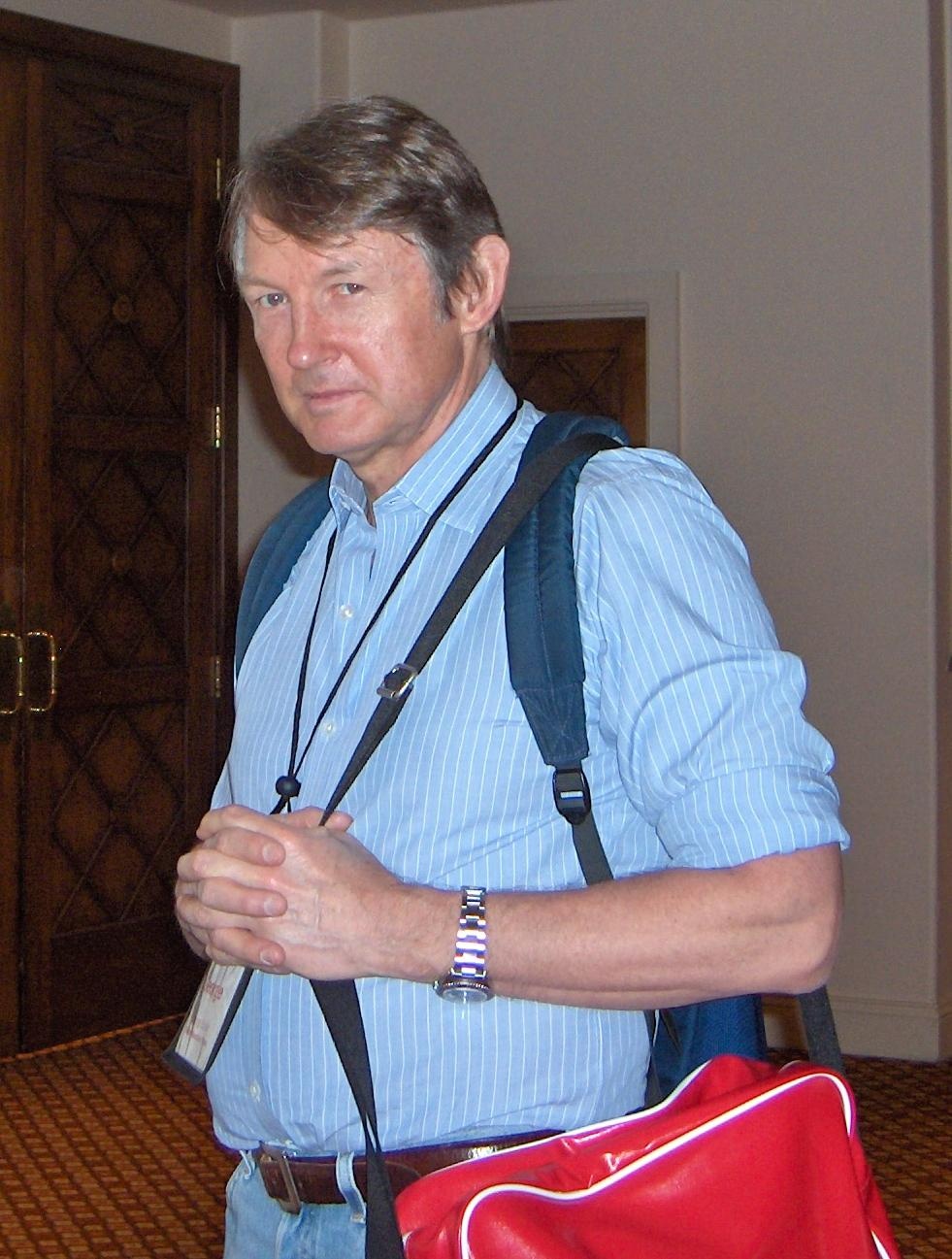
George Butler

George Butler (* 12. Oktober 1943 in Chester; † 22. Oktober 2021 in Holderness, New Hampshire) war ein britischer Dokumentarfilmer, der vor allem durch seinen Film Pumping Iron bekannt wurde.

## Karriere
Butler startete seine Karriere als Fotograf, so lieferte er 1971 Bilder zum Buch The New Soldier von John Kerry, der später unter Barack Obama der 68. Außenminister der Vereinigten Staaten wurde. Im Jahr 1977 drehte er die Dokumentation Pumping Iron, die sich mit der Wettkampfvorbereitung von Bodybuildern beschäftigt, darunter auch die Schauspieler Arnold Schwarzenegger und Lou Ferrigno. Für die 2000 erschienene Dokumentation The Endurance wurde er für zahlreiche Preise nominiert und ausgezeichnet.
2004 drehte George Butler den Dokumentarfilm Going Upriver, der sich mit John Kerrys Militärkarriere in Vietnam und seinem späteren Protest gegen den Vietnamkrieg beschäftigt.
Butler wurde Ende Dezember 2008 von einem guten Freund, dem Fernsehmoderator Charlie Rose, versehentlich in einem Nachruf für tot erklärt, da dieser ihn mit dem gleichnamigen Musikproduzenten verwechselt hatte. Er starb 2021 in Holderness.

## Filmografie (Auswahl)
- 1977: Pumping Iron
- 1985: Pumping Iron II: The Women
- 1989: In the Blood
- 2000: The Endurance: Shackleton’s Legendary Antarctic Expedition
- 2004: Going Upriver
- 2006: Roving Mars

## Auszeichnungen (Auswahl)
- 1990: Sundance Film Festival: Nominiert für den großen Jurypreis für In the Blood[3]
- 2001: Sundance Film Festival: Nominiert für den großen Jurypreis für The Endurance: Shackleton’s Legendary Antarctic Expedition[3]
- 2001: Florida Film Festival: Zuschauerpreis und Florida Forever Filmmaker Award für The Endurance: Shackleton’s Legendary Antarctic Expedition[3]
- 2001: BAFTA Award: nominiert für den Flaherty Documentary Award für The Endurance: Shackleton’s Legendary Antarctic Expedition[3]
- 2001: Aspen Filmfest: Zuschauerpreis für The Endurance: Shackleton’s Legendary Antarctic Expedition[3]